# Nicolas Blondeau
Pour les articles homonymes, voir Blondeau.
Nicolas Blondeau, né le 5 décembre 1955 à Châtellerault, est un instructeur d’équitation (BEES2), titulaire du Brevet d’Equitation Ethologique (BFEE3). Il est également l'auteur d'ouvrages consacrés au débourrage et à l'équitation éthologique, telle que codifiée par la Fédération française d’équitation.

## Biographie
Nicolas Blondeau a découvert les chevaux en 1967 grâce à son père qui terminait sa carrière de chirurgien à l'hôpital de Ruffec. Avec son frère François, de 2 ans son aîné, qui entrera un an plus tard à l'école du Haras-du-Pin, ils s'occupèrent des premiers poulains élevés chez eux et surtout des premiers poneys Connemaras importés d'Irlande par Réné-Louis Chagnaud créateur du Stud-Book Français. Une passion est née, qui révèlera également un bon sens didactique. C'est en Charente qu'il rencontre Xavier des Roches et Jean Pelissier. Jeune homme, il devient un excellent cavalier et s’intéresse au débourrage des jeunes chevaux. Sa passion le conduit à pratiquer à un haut niveau les trois disciplines équestres Saut d'obstacles (CSO), Dressage, Concours complet (CCE); en outre, il participera à des courses en tant que gentleman rider.   
Il commencera par une carrière d'expert près les compagnies d'assurance à Paris. Mais il reste amoureux de la campagne et passe ses fins de semaine soit à Saumur où réside sa famille. Il fréquente les hippodromes et affectionne les Purs-sang. Il connaît bien les chevaux grâce à sa pratique des sports équestres. C'est un homme de cheval imprégné de culture équestre classique, ayant étudié les ouvrages de grands maîtres comme, général Alexis L'Hotte, François Baucher, Albert-Eugène-Édouard Decarpentry, Antoine de la Baume Pluvinel, James Fillis … son auteur préféré est Étienne Beudant. Il complète ses connaissances par l'élevage et l'étalonnage et se spécialise dans l'éducation de jeunes chevaux. Ses activités l'amènent également à recueillir des pur-sang classés caractériels, et à les ré-éduquer sur les bases des convictions personnelles qu'il a acquises. 
Ses résultats spectaculaires et rapides lui méritent la reconnaissance voire l'amitié de bien des cavaliers. Au fil des ans, il est devenu l’un des meilleurs débourreurs de France, reconnu par de grands cavaliers et notamment ceux du Cadre Noir. L'entraîneur Jean-Paul Gallorini dit de Nicolas Blondeau « avec lui, des chevaux condamnés revoient les champs de courses, et même gagnent à nouveau. Il sait aimer les chevaux, les observer, les comprendre. ». Dans les années 2000, il fera partie des initiateurs qui aideront la Fédération Française d’Équitation à promouvoir le mouvement Éthologique en France.  

### La Méthode Blondeau
Nicolas Blondeau accumule les expériences du débourrage à la rééducation de plus d'un millier de chevaux de toutes races et toutes disciplines confondues. Sa façon de procéder aide autant le cheval à accepter l'homme que celui-ci à comprendre son cheval. Sa maxime : « Simplifier la vie des hommes, la rendre agréable aux chevaux. »
S'il a trouvé sa propre voie, Nicolas Blondeau ne s'appuie pas moins sur les principes enseignés par les grands maîtres écuyers français : Il cite volontiers le général Alexis L’Hotte lorsqu’il explique le principe de l’apprentissage qu'il prône :  « Le débourrage d’un cheval se fait ainsi en douceur par un protocole bien défini et des étapes à ne surtout pas brûler. » Et de fait, la Méthode Blondeau rencontre de plus en plus de succès, tant auprès des éleveurs, que des entraîneurs de chevaux de course, des professionnels ou encore des amateurs, ceci toutes disciplines confondues. 
Il exploite alors son sens didactique et se met à codifier sa propre méthode, la Méthode Blondeau à partir du milieu des années 1990. La première publication du livre qui la décrit, a lieu en 2003. À partir de 2006, la formation des chevaux du régiment de cavalerie de la Garde Républicaine se déroule selon la Méthode Blondeau.  La Méthode est récompensée par nombre d'institutions officielles dont la Fédération Française d’Equitation.

### L'École Blondeau
Le 20 mai 2005, a lieu l'inauguration de L’École Blondeau. Il s'agit d'un centre de formation interdisciplinaire et dédié à la transmission de sa méthode y compris mise en situation, du débourrage à la remise en confiance des chevaux dits difficiles. L'École Blondeau atteint une réputation internationale avant même d'être reconnue par l'État en 2015. Elle accueille amateurs comme professionnels, et les stagiaires sont des cavaliers venus de tous horizons : Moniteurs d'Equitation, Gardes Républicains, membres de l’Académie du Spectacle Equestre de Versailles, Comédiens, Entraineurs, Jockeys, Entraineurs et Eleveurs. À proximité immédiate de Saumur, berceau de la tradition équestre française, l'École Blondeau compte d'illustres voisins comme le Cadre noir, la sellerie Frédéric Butet, ou encore l'écurie Jean Teulère. 
Outre les séminaires proposés, l'École assure en coopération avec AGRILIA Formation, le Centre de Formation d'Apprentis (CFA) des Chambres d'agriculture des Pays de la Loire, l'enseignement d'une formation professionnelle permettant d'obtemnir le Certificat de Spécialisation « Éducation et travail des jeunes équidés », dont le  diplôme d’État  est délivré par le Ministère de l'Agriculture.  
Nicolas Blondeau est listé Naisseur dans l'annuaire des Haras Nationaux.

## Récompenses
En 2006, il reçoit la médaille de vermeil de l’Académie d’Agriculture de France, qui récompense "des responsables de travaux récents et encore peu connus, mais dont il apparaît déjà clairement qu'ils auront des conséquences importantes". En 2013, il est nommé Chevalier de l’Ordre du Mérite Agricole.